# Беоплов
Београдска пловидба, познатија под именом Беоплов, је било бродско предузеће за прекоокеански теретни превоз, основано 1977. године у оквиру предузећа Југоагент. Заједно са Југословенским речним бродарством је било највеће бродарско предузеће у Србији. 

## Историја
Предузеће је основано 1977. године у склопу матичног предузећа Југословенска поморска агенција из Београда, која се бавило и авионским превозом, настало 1947. године. Највеће успехе у пословању фирма пролази са руководством на челу са Радетом Кончаром. У том периоду предузеће шири своју флоту. Беоплов је пловио у земље Европе, Северне и Јужне Америке. Са променама у руководству крајем осамдесетих почињу веће кризе док су међународне санкције биле најтежи ударац за предузеће након чега је флота смањена.

## Флота
Предузеће је започело своје пословање са два брода: Братство и Скадарлија али је убрзо кренуло у ширење флоте. Беоплов је завршио 1985. годину са 12 бродова и бруто регистрованом тонажом у износу од 181960. Познатији бродови су били Авала, Југонавигатор, Нови Београд, Југоагент, а најпознатији је био брод Смедерево, јапанске производње, који је уједно био и највећи брод у Југославији.

## Галерија
- Брод Капетан Павловић
у близини Монтреала
- Брод Југоагент
у канадским водама
фебруара 1987. г.
- Брод Авала
- Брод Смедерево
највећи брод Југославије
- Брод Југонавигатор
 у Ђенови
- Брод Нови Београд
под именом Кућиште,
1990-их